# 資生堂プロフェッショナル
資生堂プロフェッショナル株式会社（しせいどうプロフェッショナル、SHISEIDO PROFESSIONAL INC.）は、主に美容室やエステティックなど、プロ専用の化粧品の製造・販売を行っている企業。ヘンケルのグループ会社。
「SHISEIDO PROFESSIONAL」の事業ブランドにてプロ専用の化粧品の製造・販売を手掛けている。

## 概要
資生堂は1974年から業務用品営業部において、美容室やエステティックなどのプロ専用の化粧品事業を開始。以降、様々な再編を経て、2004年10月に資生堂ビューティーカンパニーとジェニックの2社が合併して資生堂プロフェッショナル株式会社が発足した。
親会社である資生堂は、2022年2月9日に資生堂本体が手掛けている日本国内におけるプロ専用の化粧品の製造・販売事業（プロフェッショナル事業）を同年7月1日付で資生堂プロフェッショナルへ吸収分割により譲渡した上で、資生堂プロフェッショナル株式の80%をヘンケルのオランダ法人であるHenkel Nederland B.V.へ譲渡すること、「SHISEIDO PROFESSIONAL」の事業ブランドの商標ライセンスをヘンケルへ供与すること、「SUBLIMIC」「PRIMIENCE」「CRYSTALLIZING」などのブランドをヘンケルへ譲渡すること、アジアの資生堂子会社が手掛けている当該事業を各国のヘンケルの子会社へ譲渡することを発表した。なお、資生堂美容室は譲渡対象には含まれていない。魚谷雅彦資生堂社長は「プロフェッショナル事業は優先順位が低い事業であり、単独で進めていくより信頼できる相手がいるならばと契約に至った」とコメントした。
資生堂プロフェッショナルは2022年7月1日付でヘンケルのグループ会社となった。資生堂も残り20％の株式を継続保有する。ヘンケル傘下入り後も、事業自体の変更はないとしている。
ヘンケルと資生堂の両社は、資生堂が強みを持つ日本・アジア市場とヘンケルが強みを持つ欧米市場が融合する事により、事業体制が確立可能であるとしている。

## 主なブランド
- SUBLIMIC
- PRIMIENCE
- CRYSTALLIZING
- STAGE WORKS
- THE GROOMING

ほか